# Hiroyuki Asada
Hiroyuki Asada (浅田 弘幸, Asada Hiroyuki, Yokohama, 15 februari 1968) is een Japans mangaka. Hij is vooral bekend voor de gaslamp fantasy reeks Tegami Bachi. Zijn eerste manga was de basketbal serie I'll. Al het werk van Asada wordt gepubliceerd in het shonen tijdschrift Monthly Shonen Jump. Tegami Bachi werd na het faillissement van dit magazine verdergezet in diens opvolger Jump Square. Asada maakte zijn debuut in 1986. Mint: Sleeping Rabbit was zijn eerste succesvolle werk. Hij werkt onder meer samen met Shou Tajima, Takeshi Obata en AQUARIOS 3.

## Oeuvre
- Hades. (One-shot)
- Bad da ne Yoshiokun!
- Mint: Sleeping Rabbit
- Renka.
- Indian Summer. (One-shot)
- I'll
- Tegami Bachi[1]
- Pez. (One-shot)

- Bibliothèque nationale de France: cb13567914j (data)
- CiNii: DA17830727
- Gemeinsame Normdatei: 1051232023
- International Standard Name Identifier: 0000 0000 8169 9992
- Library of Congress Control Number: no2009140526
- MusicBrainz: 3ba39ce2-600d-4660-8cf2-0934052a0735
- Bibliotheek van het Japanse parlement: 00368234
- Système universitaire de documentation: 052603075
- Trove: 1538254
- Virtual International Authority File: 100757086
- WorldCat: E39PBJxhmqDQRCc9qXBf4MrH4q